# Ghimpați (okręg Giurgiu)
Ghimpați – wieś w Rumunii, w okręgu Giurgiu, w gminie Ghimpați. W 2011 roku liczyła 2527 mieszkańców.